# Стриївка (зупинний пункт)
Стриї́вка — пасажирський залізничний зупинний пункт Тернопільської дирекції Львівської залізниці.
Розташований між селами Стриївка та Киданці, Збаразький район Тернопільської області на лінії Тернопіль — Підволочиськ між станціями Бірки-Великі (8 км) та Максимівка-Тернопільська (9 км).
Станом на травень 2019 року щодня чотири пари електропотягів прямують за напрямком Підволочиськ — Тернопіль-Пасажирський.